# What We Did on Our Holiday
What We Did on Our Holiday (prt: O Nosso Último Verão na Escócia; bra: O Que Nós Fizemos no Nosso Feriado) é um filme de comédia dramática britânico escrito e realizado por Andy Hamilton e Guy Jenkin e protagonizado por David Tennant, Rosamund Pike e Billy Connolly. O filme foi exibido no Reino Unido em 26 de setembro de 2014. Em Portugal o filme será lançado em 24 de setembro de 2015.
O filme também foi exibido em catorze cinemas de oito cidades da Galiza em 29 de maio de 2015, sob o título de O noso último verán en Escocia, graças a uma iniciativa da Junta da Galiza, da produtora Contracorriente Films e também da Televisão da Galiza.

## Elenco
- David Tennant como Doug McLeod
- Rosamund Pike como Abi McLeod
- Billy Connolly como Gordie McLeod
- Celia Imrie como Agnes Chisholm
- Ben Miller como Gavin McLeod
- Emilia Jones como Lottie McLeod
- Amelia Bullmore como Margaret McLeod
- Annette Crosbie como Doreen
- Lewis Davie como Kenneth McLeod
- Ralph Riach como Jimmy Cazzarotto
- Ben Presley como PC McLuhan
- Bobby Smalldridge como Mickey McLeod
- Alexia Barlier como Françoise Dupré
- Ryan Hunter como Frazer

## Produção
O fime foi rodado em Glasgow e nas Terras Altas da Escócia entre 27 de junho e 2 de agosto de 2013.

## Lançamento
O filme foi lançado no Reino Unido em 26 de setembro de 2014. Na Galiza o filme foi exibido em 29 de maio de 2015 e em Portugal o filme será lançado em 24 de setembro de 2015. Nos Estados Unidos o filme estreou em 10 de julho de 2015.

### Bilheteira
O filme arrecadou $6,390,566 no Reino Unido e $1,976,185 na Austrália, Nova Zelândia e Emirados Árabes Unidos, com um total de $8,366,751 milhões arrecadados mundialmente.